# 永井裕明
永井 裕明（ながい ひろあき、1957年 - ）は、日本のアートディレクター。東京造形大学教授。

## 経歴・人物
東京都生まれ。東京都立工芸高等学校デザイン科卒業後、ブレックファーストを経て、1989年にN.G.inc.を設立。広告デザインを中心に、ブランディング、
CI・VI開発、書籍装丁、空間デザイン等を手掛ける。東京アートディレクターズクラブ（ADC）会員、東京タイプディレクターズクラブ（TDC）会員、日本グラフィックデザイナー協会（JAGDA）会員。

## 主な仕事
- 佐川急便　CIグラフィック全般
- 横浜ゴム　「PRGR」「ADVAN」グラフィック広告
- 和歌山県観光　キャンペーン広告
- カリフォルニア州観光局　キャンペーン広告
- サントリー　「山崎」「膳」グラフィック広告
- 丸亀市猪熊弦一郎現代美術館　「Jan Fabre展」「オシャベリ＠美術館展」
- DIC川村記念美術館　「ピカソ展」「パウル・クレー展」
- 協和発酵キリン　CI・VI開発・企業広告
- LOUIS VUITTON　写真集装丁・展示会ディレクション
- ニールズヤードレメディーズ　ブランド広告・Webディレクション

## 個展
- 1997年　「JAGDA1997年 新人賞展」（クリエイションギャラリーG8）
- 2004年　個展「Blanc, blanc, blanc」（HBギャラリー）
- 2007年　個展「デザインの臍と緒」（東京純心女子大学 純心ギャラリー）
- 2008年　GRAPHIC TRIAL2008（凸版印刷 印刷博物館P&Pギャラリー）
- 2009年　2人展 JAGDA TOKYO第一回企画展（JAGDA TOKYO）
- 2012年　個展 「装丁外」（森岡書店）
- 2012年　個展 「展ノ展」（長岡造形大学）
- 2014年　個展「GRAPHIC JAM ZUKO」（ギンザ・グラフック・ギャラリー）
- 2015年　個展「GRAPHIC JAM ZUKO in Kyoto」（dddギャラリー）
- 2017年　個展「Book Face」（HBギャラリー） 2018年　個展「装丁外・2」（山小屋）

## 主な受賞歴
- 1991年　70th. N.Y.ADC "Silver Award"（ニツセキハウス工業 カレンダー）
- 1992年　71st. N.Y.ADC "Merit Award"（横浜ゴム：コムフォ）
- 1993年　72nd.  N.Y.ADC "Merit Award"（横浜ゴム：インテスト）
- 1994年　第36回全国カタログ・ポスター展  "日本商工会議所会頭賞"（市川 勝弘 写真集：エゴノキ）
- 1994年　第36回全国カタログ・ポスター展  "日本印刷産業連合会会長賞"（横尾双輪館 ポスター）
- 1995年　74th.  N.Y.ADC "Gold Award" （市川 勝弘 写真集：エゴノキ 書籍）
- 1995年　第44回日経広告賞 "部門賞"（BMW  Japan 雑誌）
- 1996年　75th.  N.Y.ADC "Silver Award" （市川 勝弘 写真集：エゴノキポスター）
- 1996年　第38回全国カタログ・ポスター展 "通商産業大臣賞"（C.C. Black：4連ポスター）
- 1997年　日本グラフィックデザイナー協会（JAGDA） "新人賞"（C.C. Black：4連ポスター/和歌山県）
- 1997年　第50回広告電通賞ポスター広告部門 "電通賞"（サントリーC.C. Blackポスター）
- 1997年　JR東日本ポスターグランプリ金賞（和歌山県キャンペーンポスター）
- 1998年　第40回全国カタログ・ポスター展 "通商産業大臣賞"（和歌山県観光2連ポスター）
- 2000年　79th.  N.Y.ADC "Silver Award" （CYCLES YOKOO ポスター）
- 2000年　79th.  N.Y.ADC "Merit Award" （紀ノ国屋本左衛門 ポスター）
- 2000年　東京アートディレクターズクラブ "ADC賞"（紀ノ国屋本左衛門 ポスター）
- 2001年　第43回全国カタログ・ポスター展 "経済産業大臣賞"（Jan Fabre 2連ポスター）
- 2002年　Hong Kong DESIGN 2002 SHOW "Gold Award"（Jan Fabreポスター/Unbalance 書籍）
- 2003年　第43回全国カタログ・ポスター展 "経済産業省商務情報政策局長賞"（オシャベリ＠美術館ポスター）
- 2005年　日本パッケージデザイン大賞2005 "特別賞"（梯郁夫CDジャケット）
- 2005年　84th.  N.Y.ADC "Merit Award" （梯郁夫CDジャケット）
- 2006年　東京アートディレクターズクラブ "ADC賞"（ウツボムーン）
- 2009年　第43回造本装幀コンクール "経済産業大臣賞"（TORSO書籍）
- 2009年　第43回造本装幀コンクール "日本印刷産業連合会会長賞"（goma書籍）
- 2009年　第9回世界ポスタートリエンナーレトヤマ "銀賞"（Paul Klee ポスター）
- 2010年　第44回造本装幀コンクール "日本書籍出版協会理事長賞"（都立工芸100年の歩み書籍）
- 2011年　第45回造本装幀コンクール "日本印刷産業連合会会長賞"（YUKO MURATA書籍）
- 2012年　91st.  N.Y.ADC "Bronze Award" （Louis Vuitton Forest Box）
- 2012年　日本グラフィックデザイナー協会 （JAGDA）"JAGDA賞" （Louis Vuitton Forest Photo Exhibition）
- 2012年　第10回世界ポスタートリエンナーレトヤマ "銅賞"（TORSO展 ポスター）
- 2012年　Design For Asia Award "Gold Award" （Louis Vuitton Forest Box）
- 2013年　第47回造本装幀コンクール "審査員奨励賞"（Elements書籍）
- 2017年　日本グラフィックデザイナー協会（JAGDA） "JAGDA賞" （NUDIST）
- 2017年　D&AD "Wood Pencil " （NUDIST）